# Август Фердинанд Прусский
Август Фердинанд Прусский (нем. August Ferdinand von Preußen; 23 мая 1730, Берлин — 2 мая 1813, Берлин) — принц Прусский, прусский генерал.

## Биография
Фердинанд — младший сын короля Фридриха Вильгельма I и его супруги Софии Доротеи Ганноверской, дочери короля Великобритании Георга I и соответственно младший брат Фридриха Великого. Уже в 5 лет Фердинанд поступил на службу в пехотный полк «Кронпринц». В 1740 году брат назначил его командиром старопрусского пехотного полка № 34.
В 1756 году Фердинанд получил звание генерал-майора и сопровождал короля в октябрьской поездке в Саксонию и Богемию, а в 1757 году принял участие в военном походе в Богемию и Силезию, где сражался в битвах под Бреслау и при Лейтене. В 1758 году по состоянию здоровья был вынужден уволиться из армии в звании генерала инфантерии.
В историю Фердинанд Прусский вошёл также как заказчик дворца Бельвю в Берлине и один из владельцев дворца Фридрихсфельде.

## Потомки
27 сентября 1755 года Фердинанд женился на принцессе Анне Елизавете Луизе Бранденбург-Шведтской, дочери маркграфа Фридриха Вильгельма. В браке родились:
- Фридерика (1761—1773)
- Генрих (1769—1773)
- Луиза (1770—1836), замужем за князем Антонием Радзивиллом (1775—1833)
- Кристиан (1771—1790)
- Луи Фердинанд (1772—1806)
- Пауль (1776)
- Август (1779—1843)